# Арментерос, Самуэль
Кристиан Самуэль Арментерос Нуньес Янссон (швед. Kristian Samuel Armenteros Nunez Jansson; 27 мая 1990, Гётеборг) — шведский футболист, нападающий.
В 2017 году сыграл два матча за сборную Швеции, забив один гол.

## Карьера
Самуэль — сын кубинца и шведки. Заниматься футболом начал в Швеции, играя в юношеских командах «Эргрюте» и «Хускварна». В возрасте 16 лет переехал в Голландию и присоединился к молодёжной команде «Херенвена». В сезоне 2008/09 при тренере Гертьяне Вербеке стал привлекаться к тренировкам основной команды и попадать в заявку на матчи.
Так и не проведя за «Херенвен» ни одного матча, летом 2009 года Самуэль перешёл в «Хераклес», где снова работал с Вербеком. В клубе из Алмело Арментерос довольно быстро стал игроком основного состава, сыграв за 3,5 года 100 матчей и отличившись 26 раз.
В январе 2013 было объявлено о переходе Самуэля в бельгийский «Андерлехт». В августе того же года был арендован нидерландским «Фейеноордом» сроком на один сезон.
31 августа 2015 года официально подписал контракт с агдамским «Карабахом», представляющим Азербайджан.
В августе 2017 года перешёл в итальянский клуб «Беневенто».
9 февраля 2018 года был взят в однолетнюю аренду с опцией выкупа клубом MLS «Портленд Тимберс». Дебютировал за «Тимберс» 4 марта в матче стартового тура сезона против «Лос-Анджелес Гэлакси». 19 мая в матче против «Лос-Анджелеса» забил свой первый гол за «Портленд». По окончании сезона 2018 «Портленд Тимберс» не стал активировать опцию выкупа.
30 января 2020 года отправился в полугодичную аренду в «Кротоне».

## Достижения
«Андерлехт»
- Чемпион Бельгии: 2012/13

«Карабах»
- Чемпион Азербайджана: 2015/16

«Хераклес»
- Победитель Первого дивизиона Нидерландов: 2022/23[нидерл.]